# Alfred Rodenbücher

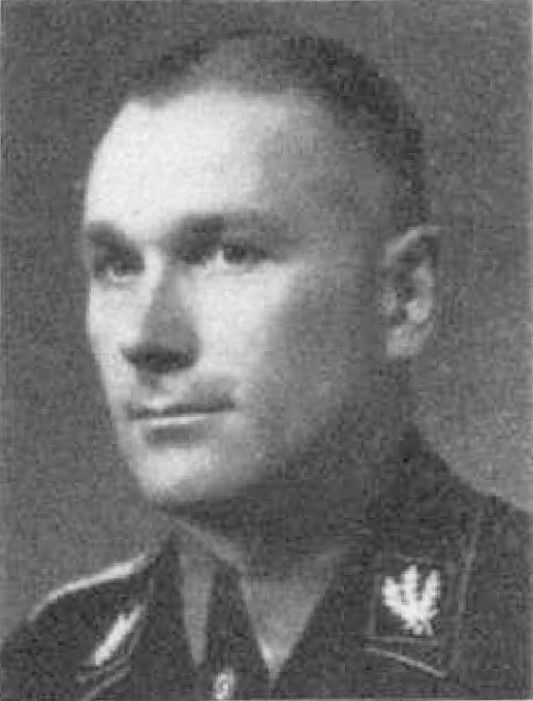
Alfred Rodenbücher

Alfred Rodenbücher (* 29. September 1900 in Schopfheim; † 29. März 1979 oder 1980 in Emmendingen) war deutscher Marineoffizier, Politiker (NSDAP) sowie Höherer SS- und Polizeiführer (HSSPF).

## Biografie
Rodenbücher, Sohn eines Färbers, arbeitete nach dem Besuch der Volksschule und Gewerbeschule ab Frühjahr 1915 in mehreren Fabriken. Ab Oktober 1916 verpflichtete er sich für zwölf Jahre bei der Kaiserlichen Marine, war bei verschiedenen Marinekommandos und mehrere Jahre bei der höheren Marine-Fachschule tätig. Nachdem er im September 1930 aus der Reichsmarine ausgeschieden war, wurde er in den Staatsdienst übernommen, den er im Oktober 1931 wieder verließ.
Rodenbücher trat zum 1. Januar 1931 der NSDAP (Mitgliedsnummer 413.447) und am 5. Mai 1931 der SS bei (SS-Nummer 8.229). Bereits zuvor war er ab September 1930 Schriftwart der NSDAP-Ortsgruppe Kiel-Mitte gewesen und hatte sich ab Dezember 1930 als Sportlehrer für die SA und SS betätigt. Im Oktober 1931 wurde er hauptamtlicher SS-Führer im Rang eines SS-Standartenführers. Für ein Jahr in Kiel in der 40. SS-Standarte tätig, wechselte er im Oktober 1932 nach Bremen und führte den dortigen SS-Abschnitt XIV.
Nach der Machtübertragung an die Nationalsozialisten war Rodenbücher ab September 1933 für zwei Monate Staatsrat in Bremen. Im November 1933 wechselte er nach Linz in Österreich und führte dort anfänglich den SS-Abschnitt VIII, ab Februar 1934 den SS-Oberabschnitt „Donau“. Im Mai 1934 kehrte er nach Deutschland zurück und beantragte zwei Monate später am 21. Juli seine Verabschiedung aus der SS. Dem Antrag wurde nicht stattgegeben; ab August 1934 übernahm er die Leitung der in München angesiedelten „Abwicklungsstelle“ der NSDAP-Landesleitung Österreich. Er wurde 1934 SS-Gruppenführer. Zugleich leitete Rodenbücher bis November 1938 das Flüchtlingshilfswerk der NSDAP und die SS-Sammelstelle. Ab März 1936 war Rodenbücher Mitglied des Reichstags für die NSDAP (Wahlkreis 23 – Düsseldorf West). Rodenbücher wurde 1936 geschieden und heiratete erneut; er war Vater zweier Kinder.
Im Januar 1939 wurde Rodenbücher zum Hauptamt Ordnungspolizei abkommandiert. Vom 1. Juni 1939 bis Ende April 1941 war er Höherer SS- und Polizeiführer (HSSPF) Alpenland und zeitgleich Kommandant des SS-Oberabschnitts Alpenland. Rodenbücher wurde im Frühjahr 1941 seines Amtes als HSSPF enthoben, wahrscheinlich weil er den Posten des SSPF Lettland abgelehnt hatte oder weil es zu Konflikten mit den örtlichen Gauleitern Hofer, Uiberreither und Rainer gekommen war. Anschließend war er bei der Kriegsmarine bis zum Kriegsende eingesetzt, unter anderem in der Hauptausbildungsabteilung für den Kriegsschiffneubau im niederländischen Den Helder. Von Juni 1943 bis Oktober 1943 war er als See- und Hafenkommandant auf der Krim eingesetzt, von Oktober 1943 bis März 1945 beim Befehlsbereich Seekommandant Albanien. Dort war er bis November 1944 Stabsoffizier und anschließend bis Januar 1945 mit der Wahrnehmung der Geschäfte als Seekommandant Albanien beauftragt. Bis Kriegsende blieb er bei der Kriegsmarine in Norwegen.
Nach Kriegsende befand sich Rodenbücher bis 1948 in britischer Kriegsgefangenschaft.

## Auszeichnungen
| Rodenbüchers SS- und Marineränge | Rodenbüchers SS- und Marineränge                |
| Datum                            | Rang                                            |
| -------------------------------- | ----------------------------------------------- |
| September 1930                   | Oberbootsmann der Reichsmarine                  |
| September 1931                   | SS-Sturmbannführer                              |
| Oktober 1931                     | SS-Standartenführer                             |
| Oktober 1932                     | SS-Oberführer                                   |
| September 1934                   | SS-Gruppenführer                                |
| April 1940                       | SS-Hauptsturmführer der Reserve (Waffen-SS)     |
| Februar 1942                     | Kapitänleutnant der Reserve (Marineartillerie)  |
| April 1943                       | Korvettenkapitän der Reserve (Marineartillerie) |

- Ehrenwinkel der Alten Kämpfer
- Medaille zur Erinnerung an den 13. März 1938
- Medaille zur Erinnerung an den 1. Oktober 1938
- Eisernes Kreuz (1939) II. Klasse im Jahre 1942
- Eisernes Kreuz (1939) I. Klasse im Jahr 1944
- Kriegsverdienstkreuz (1939) II. Klasse mit Schwertern
- Ehrendegen des Reichsführers SS
- Totenkopfring der SS
- SS-Dienstauszeichnungen